# Sankt Georgen am Ybbsfelde
Sankt Georgen am Ybbsfelde osztrák mezőváros Alsó-Ausztria Amstetteni járásában. 2023 januárjában 2863 lakosa volt. 

## Elhelyezkedése

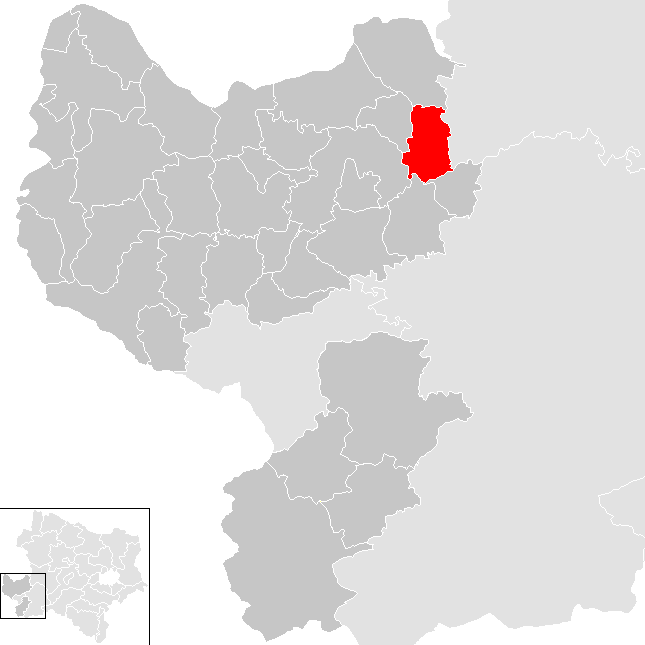
Sankt Georgen am Ybbsfelde az Amstetteni járásban

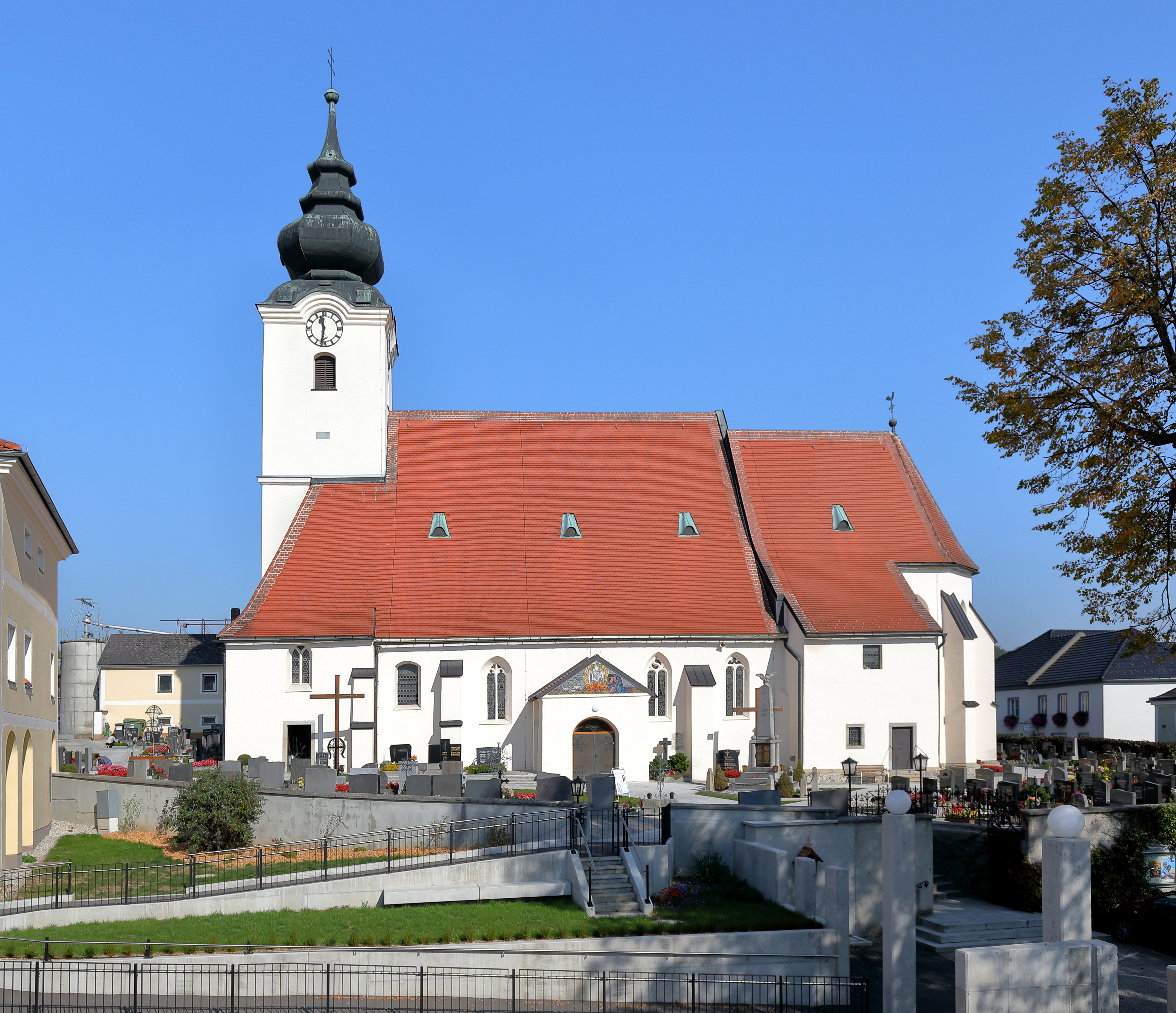
A Szt. György-plébániatemplom

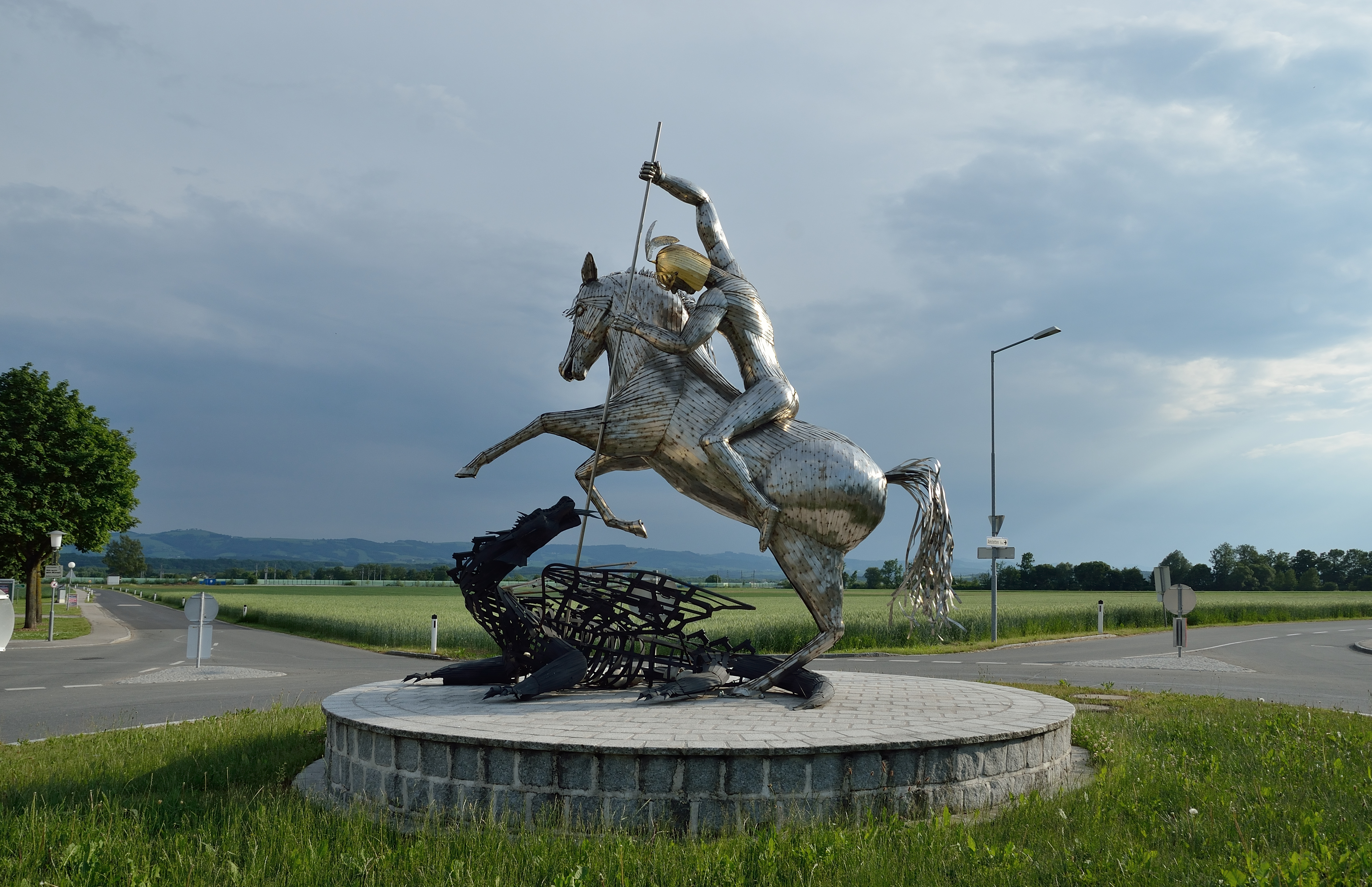
A Szent György-szobor

Sankt Georgen am Ybbsfelde a tartomány Mostviertel régiójában fekszik a Triesenegger Bach folyó mentén. Területének 13,6%-a erdő, 71,2% áll mezőgazdasági művelés alatt. Az önkormányzat 6 települést egyesít: Hart (463 lakos 2023-ban), Hermannsdorf (260), Krahof (347), Leutzmannsdorf (287), Matzendorf (162) és St. Georgen am Ybbsfelde (1344).
A környező önkormányzatok: délkeletre Ferschnitz, délre Euratsfeld, délnyugatra Amstetten, északnyugatra Viehdorf, északra Neustadtl an der Donau, keletre Blindenmarkt.

## Története
St. Georgen területe a régészeti leletek tanúsága szerint az újkőkor óta lakott. A római korban itt vezetett a limeshez vezető út. Az Ybbs menti síkságon Nagy Károly seregei 788-ban nagy győzelmet arattak az avarok felett. 
A települést valószínűleg Otto bambergi püspök alapította a 12. század elején. 1200 körül megemlítik plébánosát, de a falu ekkor még nem volt teljes jogú egyházközség, hanem Amstetten alá volt rendelve. A Szentföldre tartó keresztes hadak többször átkeltek az Ybbsfelden, például 1147-ben III. Konrád 70 ezer katonájával, illetve Barbarossa Frigyes 1189-ben.
Bécs 1529-es és 1683-as ostromakor a portyázó török lovasság kifosztotta a falut. A temető bejáratánál található ún. török kereszt az allersdorfi Gstadtmoarhof tanya gazdasszonya meggyilkolásának állít emléket. A lakosság sokat szenvedett a rekvirálásoktól, fosztogatásoktól az osztrák örökösödési háború (1741) és a napóleoni hadjáratok (1809) idején is
1850-ben megalakult a községi önkormányzat. 1931-ben Krahof anyagi viták miatt különvált, de 1971-ben újraegyesült St. Georgennel. A település 1935-ben kapott önálló egyházközséget, 1976-ban pedig önkormányzatát mezővárosi rangra emelték.

## Lakosság
A Sankt Georgen am Ybbsfelde-i önkormányzat területén 2023 januárjában 2863 fő élt. A lakosságszám 1951 óta gyarapodó tendenciát mutat. 2020-ban az ittlakók 93,7%-a volt osztrák állampolgár; a külföldiek közül 0,9% a régi (2004 előtti), 4% az új EU-tagállamokból érkezett. 0,6% az egykori Jugoszlávia (Szlovénia és Horvátország nélkül) vagy Törökország, 0,9% pedig egyéb ország polgára volt. 2001-ben a lakosok 91,8%-a római katolikusnak, 1,3% evangélikusnak, 0,8% ortodoxnak, 0,9% mohamedánnak, 2,7% pedig felekezeten kívülinek vallotta magát. Ugyanekkor 10 magyar élt a mezővárosban; a legnagyobb nemzetiségi csoportot a németek (95,1%) mellett a szerbek alkották 11 fővel (0,4%).
A népesség változása:

| 2016 | 2 810 |
| 2018 | 2 886 |

## Látnivalók
- a Szt. György-plébániatemplom
- Szent György-szobor (Odin Mohammed Rosenzweig alkotása, 2014)

## Fordítás
- Ez a szócikk részben vagy egészben  a   Sankt Georgen am Ybbsfelde című német Wikipédia-szócikk ezen változatának fordításán alapul.  Az eredeti cikk szerkesztőit annak laptörténete sorolja fel. Ez a jelzés csupán a megfogalmazás eredetét és a szerzői jogokat jelzi, nem szolgál a cikkben szereplő információk forrásmegjelöléseként.